# Vinget perikum
Vinget Perikum (Hypericum tetrapterum), også kaldet Vinget Perikon, er en 40-60 centimeter høj urt, der findes i store dele af Europa samt i Nordafrika og Vestasien. Den vokser hist og her i Danmark på våd bund i enge og kendes fra de andre danske arter af slægten Perikon på sine vingede stængler.
Planten vokser nær sin nordgrænse i Danmark, men findes også i det sydlige Sverige. Den blomstrer i juli og august med gule blomster.